# Якимково (Тверская область)
Якимково — деревня в Рамешковском районе Тверской области.

## География
Находится в восточной части Тверской области на расстоянии приблизительно 7 км на юг-юго-восток по прямой от районного центра поселка Рамешки.

## История
Деревня Якимково с одним бобыльским двором упоминается в писцовой книге 1627—1629 годов в числе деревень, входящих в вотчину Троице-Сергиева монастыря. В 1678 году в Якимково 3 крестьянских двора, в 1709 году — 1 двор и 3 мужчины, 2 пустых двора. В 1859 году в государственной русской деревне Якимково было 9 дворов, в 1887 — 13. В советское время работали колхозы «Активист», «Путь к коммунизму», совхоз «Леоновский». В 2001 году в деревне 3 дома постоянных жителей и 2 дома — собственность наследников и дачников. До 2021 входила в сельское поселение Застолбье Рамешковского района до их упразднения.

## Население
Численность населения: 57 человек (1859 год), 65 (1887), 3 (1989), 2 (русские 100 %) в 2002 году, 6 в 2010.